# Carol Seajay
Carol Seajay es una activista y ex librera estadounidense, cofundadora de la librería Old Wives Tales en San Francisco, así como de la revista Feminist Bookstore News, que editó y publicó durante más de 20 años antes de dejar de publicarse en 2000.
En 2008, Seajay recibió el premio Michele Karlsberg Leadership Award de Publishing Triangle.

## Primeros años
Seajay cursó estudios superiores en la Universidad de Michigan. Durante su último año en la universidad trabajó como asesora abortista, pero fue despedida tras ser  descubierta como lesbiana, lo que la llevó a comprar una motocicleta con la que se mudó a la bahía de San Francisco en 1974.

## Actividad en el Área de la Bahía
Al llegar a San Francisco, Seajay asistió a clases en una escuela gratuita de la zona. También se unió a una librería cooperativa de trabajadoras feministas de la zona (la Full Moon Cafe and Bookstore), que acabó cerrando por celebrar eventos sin licencia.
Varios meses después Seajay fue llevada en autobús a A Woman's Place, una librería feminista de propiedad de los trabajadores en Oakland, California, por su cofundador Forest Milne. Allí empezó a como voluntaria y finalmente trabajó allí,  lo que la convirtió en uno de los primeros miembros del colectivo de trabajadores de la librería. Ella y Paula Wallace, compañera de trabajo en A Woman's Place y su pareja sentimental por aquel entonces, acabaron solicitando un préstamo a la Cooperativa de Crédito Federal Feminista de San Francisco para abrir su propia librería.

## Old Wives Tales

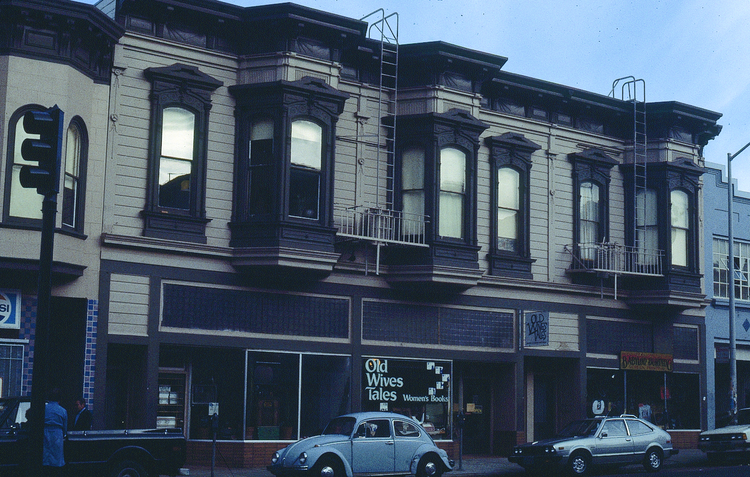
Librería Old Wives Tales en la calle Valencia 1009 en 1983

Mientras asistía a la First National Women in Print Conference en Nebraska, Seajay recibió una llamada de Paula Wallace comunicándole que el préstamo había sido aprobado. El 31 de octubre de 1976, Seajay y Wallace abrieron la librería en el número 532 de la calle Valencia, en el barrio Mission Dolores de San Francisco, bautizándola con el nombre de "Old Wives Tales".
Old Wives Tales era una librería feminista que a menudo ofrecía libros de pequeñas editoriales y servía como espacio comunitario para las mujeres de la zona.
La librería se trasladó al número 1009 de la calle Valencia después de que Seajay y Wallace se separaran en 1978 y Wallace se mudara. Anteriormente fue una sociedad entre las dos cofundadoras, que fue reestructurada por Seajay como una sociedad colectiva propiedad de los trabajadores en la nueva ubicación. Los miembros del colectivo constituyeron la librería como una organización sin ánimo de lucro en 1983, el mismo año en que Seajay dimitió.
Old Wives Tales cerró definitivamente en octubre de 1995.

## Noticias de librería feminista
Al regresar al Área de la Bahía de San Francisco tras la First National Women in Print Conference, Seajay fundó Feminist Bookstore News para ayudar a las que se conocieron en la conferencia a mantenerse en contacto. Las cinco librerías feministas más grandes donaron 100 dólares cada una (535 dólares en 2023) para ayudar a iniciar la publicación. Publicó el primer número el 14 de octubre de 1976.
En 1983, Seajay había dejado de trabajar en librerías, centrándose más en la publicación de FBN. A principios de la década de 1980, también condujo un camión de FedEx a tiempo parcial como fuente de ingresos.
En 1990, Seajay ganó el premio en la categoría de servicios a editores en la segunda edición de los premios literarios Lambda, celebrados en el Centro de Convenciones de Las Vegas por el Lambda Book Report.
Seajay continuó editando y publicando Feminist Bookstore News hasta el verano de 2000, cuando se publicó el último número. Con el tiempo se convirtió en una importante publicación comercial para editores, impresores y libreros feministas.

## Libros a tener en cuenta
En 2003, Seajay empezó a publicar un boletín en línea llamado Books to Watch Out For (Libros a tener en cuenta), con una edición centrada en las lesbianas y editada por ella, y una edición para gays editada por Richard Labonté.